# Cave à vin du palais de l'Élysée
La cave à vin du palais de l’Élysée est la cave à vin officielle du palais de l'Élysée, résidence du président de la République française. Créée en 1947, elle est située dans les sous-sols du palais.

## Description
La cave à vin du palais de l’Élysée est située sous la cour d'honneur du palais de l’Élysée, deux étages sous la surface. Elle est constituée de deux salles sous voûtes, de trois mètres de hauteur sous plafond. Elle est constituée de 14 000 bouteilles, soit 4 000 de plus que celle du ministère des Affaires étrangères. Elle est climatisée depuis 1982. Les vins sont conservés à 13 degrés. Aujourd'hui, des meursault, des saint-émilion, etc. sont conservées dans la cave à vin. Le plus vieux vin est un sauternes daté de 1906.
Le sommelier du palais dispose de l'obligation de n'acheter que des vins français, et d'en acquérir dans toutes les régions vigneronnes de France. Il reçoit chaque année plus d'une centaine de vignerons français afin de faire ses choix. Les seules bouteilles étrangères sont celles qui sont offertes au président de la République par des dignitaires ou chefs d’État étrangers. Les achats de vin répondent aux règles de la passation des marchés publics.
La cave à vin concourt, avec les cuisines du palais, à la préparation des dîners d’État. Elle est considérée comme participant à la diplomatie culinaire de la France. Lors de tels dîners, le sommelier est assisté de deux sommeliers subordonnés, mais demeure le seul à servir la table du chef de l’État. Chaque vin qui lui est servi est goûté préalablement. Les bouteilles de prestige ne sont ouvertes qu'à la demande du président.

## Histoire

### Quatrième République
Vincent Auriol fait créer la cave à vin du palais en 1947. Cette création s'inscrit dans un plus vaste projet de réaménagement du palais. Auriol fait lui-même acheter les bouteilles qu'il souhaite voir servies au palais, contactant parfois directement des grands vignerons.

### Cinquième République

#### Présidence de Jacques Chirac
La cave est réaménagée en 1995 afin d'être mise aux normes en matière de conservation des vins. Bernadette Chirac fait passer elle-même l'entretien d'embauche pour le recrutement du nouveau sommelier du palais.

#### Présidence de Nicolas Sarkozy
Virginie Routis devient la sommelière du palais.

#### Présidence de François Hollande
En 2013, 10 % de la cave, soit 1 200 bouteilles, sont vendues aux enchères à Drouot pour renouveler le stock avec des bouteilles plus modestes, reversant l’excédent des ventes au budget de l’État. Les bouteilles les plus cotées à être vendues sont des Petrus de 1990, estimées à environ 2 000 €, finalement vendues à plus de 5 000 €. 718 000 euros sont récoltés, dont la moitié est reversée au budget général, et l'autre moitié est réinvestie dans la cave. L'hôtel Matignon entreprend la même initiative en novembre de la même année.

#### Présidence d'Emmanuel Macron
La cave à vin est visitable lors des journées du patrimoine depuis 2018. La sommelière du palais est Virginie Routis.